# Altpreußisches Kürassierregiment K 3 (1806)
Das Regiment wurde 1672 von dem Oberst Jakob von Bülow durch Werbung errichtet und erhielt gleich bei der Stiftung den Namen Leib-Regiment. Er wird 1675 versetzt.
Die Garnisonen des Regiments waren 1805 Schönebeck, Salze, Wanzleben, Calbe, Frohse und Egeln.
Die Uniform war 1805 weiße Kollets mit dunkelblauen Aufschlägen, Kragen und Westenschößen. Die Kollets und die Weste waren mit einer blauen Samtborte besetzt, in welcher sich ein weißer Streifen (bei den Offizieren eine goldene Tresse) befand. Das übrige hierher Gehörige findet sich bei den Regimentern von Beeren und von Quitzow verzeichnet.
Der Kanton des Regiments war ein Teil des Oscherslebenschen Kreises, der 3. Distrikt des Holzkreises, und die Städte Cochstedt, Schönebeck, Frohse, Salze, Hamersleben, Mansfeld und Gerbstedt, zusammen mit 4429 Haushalten. Auch von hier aus wurde die geeignete Mannschaft an das Husaren-Regiment H 2 abgegeben.

## Regimentschefs
- 1673 Generalmajor Ulrich Hipparchos von Promnitz. Er ging 1679 in sächsische Dienste.
- 1679 Oberst Alexander Magnus von Sydow. Er starb Ende dieses Jahres.
- 1680 Oberst Joachim Balthasar von Dewitz. Er wurde bald darauf Generalmajor, und 1695 als Generalleutnant Gouverneur von Kolberg. Unter diesem Chef gab das Regiment 1691 eine Kompanie zur Errichtung des Reiter-Regimentes No. 9 ab, welche es durch Werbung ersetzte.
- 1695 Generalleutnant Adolph von Wangenheim. Er starb 1709 als General der Kavallerie. 1697 wurde das Regiment auf 6 Kompanien (3 Eskadronen) reduziert.
- 1709 Generalmajor Wolf Christoph von Hackeborn. Er wurde von Kurfürst Friedrich III. 1695 nach Turin gesandt, um die Ehe des Markgrafen Carl Philipp mit der Gräfin Katharina von Salmour zu trennen. Er starb 1719 in Bahrendorf als Generalleutnant. 1718 wurde das Regiment auf 5 Schwadrons gesetzt, erhielt dazu Mannschaften von dem aufgelösten Regiment von Wartensleben und warb das noch Fehlende an.
- 1719 Generalleutnant Gottfried Albrecht von Bredow. Er wurde 1725 Gouverneur von Peitz.
- 1727 Generalleutnant Friedrich Wilhelm von Dewitz. Er starb 1736.
- 1736 Oberst Andreas Friedrich von Wreech. Er wurde Generalleutnant und starb an demselben Tag, an dem er das Regiment an den Generalmajor von Katzeler abgeben musste.
- 1746 General-Major Andreas von Katzeler. Er wurde 1747 Chef des Regiments Gensdarmes
- 1747 Generalmajor Johann Friedrich von Katte. Er nahm 1758 als Generalleutnant den Abschied.
- 1758 Generalmajor Robert Scipio von Lentulus. Er nahm 1778 als Generalleutnant mit Pension den Abschied.
- 1778 Generalmajor Johann Rudolf von Merian. Er nahm 1782 seinen Abschied mit Pension.
- 1782 Generalmajor Ernst Christian von Kospoth. Er nahm als Generalleutnant mit Pension den Abschied.
- 1795 Generalmajor Leopold Heinrich von der Goltz. Er wurde pensioniert.
- 1797 Oberst August Friedrich von der Drössel. Er erhielt als Generalmajor den Abschied. Bereits 1792 bekam er den Pour le Mérite.
- 1800 Generalmajor Ulrich Karl von Froreich. Er starb 1801. Bereits 1794 bekam er den Pour le Merite.
- 1801 Oberst Ernst Hermann von Kölichen. Er starb 1805 als General.
- 1805 Oberst Friedrich August Leopold Karl von Schwerin. Er wurde bald darauf Generalmajor und führte das Regiment als letzter Chef in die Kampagne von 1806.

## Die Feldzüge des Regiments
- 1675: Schlacht bei Fehrbellin. Das Regiment Leib-Kürassiere wurde hier bei dem Angriff auf die schwedische Stellung von dem Wustrowschen Luche mit besonderer Auszeichnung genannt.
- 1677: Marsch nach Pommern und bei Stettin
- 1689: Belagerung von Bonn

- 1695: Belagerung von Namur
- 1701: Belagerung von Ath

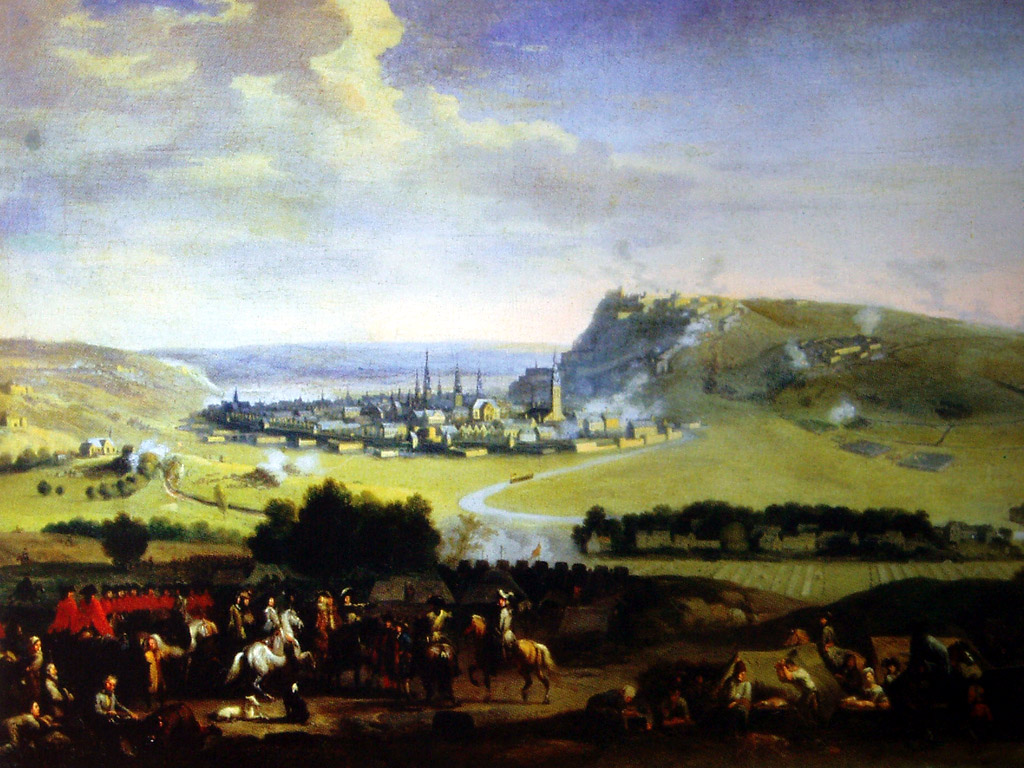
Die Eroberung von Namur 1695

- 1708: Schlacht bei Oudenaarde. Belagerung von Ryssel (heutiger Name: Lille).
- 1709: Belagerung von Tournai. Schlacht bei Malplaquet. Belagerung von Mons.
- 1710: Belagerung von Douai und Aire.
- 1712: Belagerung von Landrecy und Quesnoy.
- 1715: Feldzug in Pommern.
- 1745: Schlacht von Kesselsdorf. Das Regiment zeichnete sich in dieser Schlacht besonders aus und verlor: Tod 13 Kürassiere, Verwundet 3 Offiziere und 15 Kürassiere ferner wurden 84 Pferde erschossen.
- 1756: Schlacht bei Lobositz.
- 1757: Schlachten bei Prag, Kolin und Roßbach. In der letzten Schlacht stand das Regiment mit den beiden Dragoner-Regimentern Katte und Irwing im ersten Treffen und erwarb sich des Königs höchste Gnade.
- 1759: Treffen bei Sankt Sebastiansberg. Das Regiment nahm zusammen mit 2 Grenadier-Kompanien unter dem Kommando von Generalmajor Johann Dietrich von Hülsen durch Überfall 800 Mann Österreicher sowie den General Reinhardt gefangen. Es wurden 3 Kanonen, 8 Fahnen und 3 Standarten erobert.
- 1759: Schlacht bei Kunersdorf.
- 1760: Bombardement von Dresden, Schlacht bei Liegnitz, wo das Regiment allein 7 Fahnen und 5 Kanonen eroberte.
- 1778: Im Bayerischen Erbfolgekrieg stand das Regiment bei der Armee des Prinzen Heinrich.
- 1792: Marsch in die Rhein-Kampagne. Scharmützel bei Saarbrücken, wo der Rittmeister von Wattenwyl die einem Infanterie-Regiment bereits abgenommenen Regiments-Geschütze wieder zurückeroberte, wofür er den Orden Pour le Mérite erhielt. Bei einem anderen kleinen Gefechte zeichnete sich Leutnant von Treskow vom Regiment aus. Auch er erhielt den Orden Pour le Mérite. Im Laufe des Feldzuges stand das Regiment meist mit dem Regiment Karabiniers zusammen und nahm mit diesem an allen Kriegshandlungen teil. Fast durchgängig war es aber durch Detachierung schwadronsweise zersplittert.
- 1795: Rückkehr in die Garnison. Wiederausmarsch nach Westfalen zur Bildung der Demarkationslinie.
- 1798: Rückkehr in die Garnisonen.
- 1805: Mobilmachung im Spätherbst. Marsch nach Sachsen und Hessen, wo es den Winter hindurch blieb.

## Verbleib 1806
1806 war das Regiment mit den Karabiniers in eine Brigade unter dem Kommando des Prinzen Wilhelm von Preußen vereinigt, und marschierte mit der Armee des Königs nach Auerstedt. In der Schlacht kam es nicht zum Einsatz. Zur Division des Prinzen von Oranien gehörig, musste es am Abend mit der geschlagenen Armee den Rückzug antreten. In der Dunkelheit verlor sich die Einheit, so dass die einzelnen verirrten und abgedrängten Teile sich erst hinter Magdeburg wieder fanden. Bei dem Gefechte von Nordhausen am 17. Oktober war ein kleiner Teil des Regiments gegenwärtig. Von Magdeburg ging der Marsch an die Oder und dann mit dem Hohenloheschen Corps nach Prenzlau, wo es in die Kapitulation mit eingeschlossen wurde. Der Verlust an Mannschaft war nicht so bedeutend gewesen, wie der an Pferden. Der Leutnant von Schurff führte den Treck über Magdeburg, wo alle Tore und Straßen so verfahren waren, dass er nur mit der größten Mühe durch konnte. Obgleich er bis an die Oder kam, so erreichten ihn doch die Franzosen, und er musste am 2. November bei Wolgast kapitulieren. 1 Detachement von 1 Offizier und 20 Kürassieren wurde in Anklam, ein zweites von 1 Offizier und 40 Pferden bei Waren von den Franzosen gefangen genommen.
Nur eine Abteilung des Rittmeisters von Trotha und noch 4 andere kleinere, die von Prenzlau aus detachiert wurden, kamen glücklich nach Preußen und gingen als Stamm in die Märkische Kürassier-Brigade über. Die Depot-Schwadron, welche zu spät aus Schönebeck abmarschiert war, weil der Befehl sie zu spät erreichte, marschierte mit Mühe und Not wegen des starken Trosses und der vielen unberittenen Mannschaft bis Anklam, wo auch sie kapitulieren musste. Verwundet wurde bei Auerstädt der Premier-Leutnant Freiherr von Gebhardi durch eine Gewehrkugel.
Rühmlich erwähnt wird die Schwadron des Majors von Wattenwyl, die bis zum letzten Augenblick sich durch musterhafte Ordnung und guten Sinn der Kürassiere auszeichnete.